# Kepler-22b

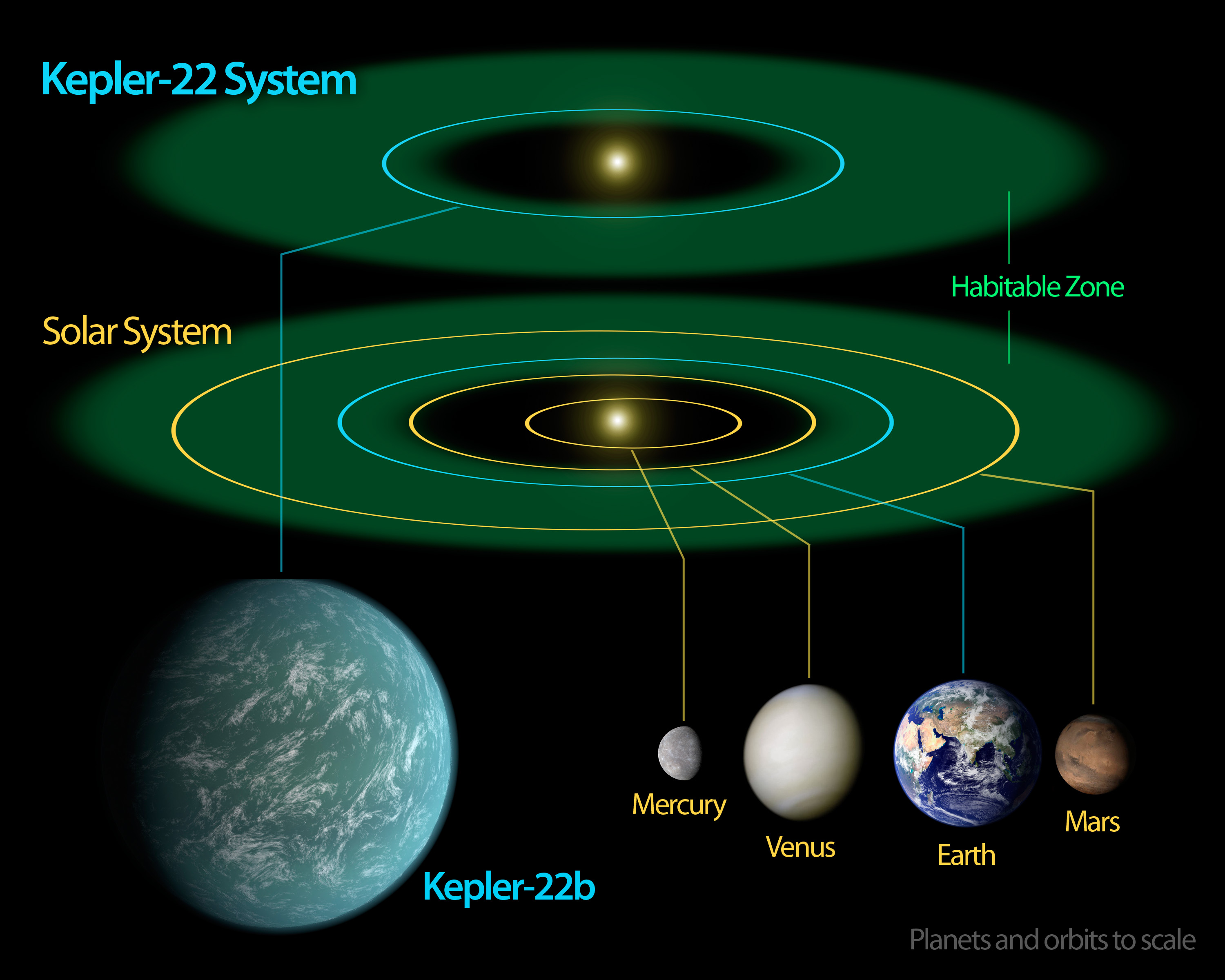
Taliile comparate ale exoplanetei Kepler-22 b cu planetele telurice ale Sistemului nostru Solar.

Kepler-22b este o exoplanetă aflată la 635 de ani lumină distanță de Sistemul nostru Solar care execută în 290 de zile o orbită completă în jurul stelei Kepler-22, asemănătoare Soarelui.
Existența planetei Kepler-22b, care este de 2,4 ori mai mare decât Terra, a fost confirmată în luna decembrie 2011 de misiunea spațială Kepler a NASA. Potrivit NASA, Kepler-22b este primul corp ceresc mai mic decât planeta Neptun descoperit în zona locuibilă a unei stele.